# USS Salem (CA-139)
O USS Salem é um cruzador pesado que foi operado pela Marinha dos Estados Unidos e a segunda embarcação da Classe Des Moines, depois do USS Des Moines e seguido pelo USS Newport News. Sua construção começou em julho de 1945 na Bethlehem Shipbuilding e foi lançado ao mar em março de 1947, sendo comissionado em maio de 1949. É armado com uma bateria principal de nove canhões de 203 milímetros montados em três torres de artilharia triplas, tinha um deslocamento de mais de 21 mil toneladas e alcançava uma velocidade máxima de 33 nós.
O Salem serviu durante toda sua carreira na Frota do Atlântico. Ele alternava períodos na Costa Leste dos Estados Unidos realizando treinamentos e exercícios de rotina com viagens de serviço quase anuais para o Mar Mediterrâneo, muitas vezes atuando como capitânia da Sexta Frota. Durante uma destas viagens ao Mediterrâneo realizou patrulhas na Crise do Líbano de 1958. Foi descomissionado em janeiro de 1959 e mantido inativo na Frota de Reserva até 1994, quando foi transformado em um navio-museu na cidade de Quincy, estando aberto para visitação desde 1995.